# Psolus tessellatus
Psolus tessellatus is een zeekomkommer uit de familie  Psolidae. De zeekomkommer heeft een lang, leerachtig lijf en leeft in de zee. 
De zeekomkommer is geplaatst in het geslacht Psolus. Psolus tessellatus werd in 1896 voor het eerst wetenschappelijk beschreven door Koehler. 